# Aimee Johnson
Aimee Sue Anastasia Johnson () é uma matemática estadunidense, que trabalha em sistemas dinâmicos. É professora de matemática no Swarthmore College, recipiente do Prêmio George Pólya e co-autora do livro Discovering Discrete Dynamical Systems.
Graduada na Universidade da Califórnia em Berkeley em 1984. Obteve um Ph.D. em 1990 na Universidade de Maryland, com a tese Measures on the Circle Invariant for a Nonlacunary Subsemigroup of the Integers, orientada por Daniel Rudolph.
Em sistemas dinâmicos, Johnson é conhecida por seu trabalho em uma conjectura de Hillel Fürstenberg sobre a classificação de medidas invariantes para a ação de duas operações modulares independentes de multiplicação em um intervalo. Em 1998 Johnson e Kathleen Madden ganharam o Prêmio George Pólya por seu trabalho conjunto sobre tesselação aperiódica, "Putting the Pieces Together: Understanding Robinson's Nonperiodic Tilings". Em 2017 Madden, Johnson e Ayşe Şahin publicaram o livro Discovering Discrete Dynamical Systems pela Mathematical Association of America. Com Joseph Auslander e Cesar E. Silva também é coeditora de Ergodic Theory, Dynamical Systems, and the Continuing Influence of John C. Oxtoby (Contemporary Mathematics 678, American Mathematical Society, 2016).